# ラブオールプレー
『ラブオールプレー』（LOVE ALL PLAY）は、小瀬木麻美による日本の小説。2011年から2014年にかけてポプラ社より全4巻が発売された。
アニメ化に合わせて2021年に新装版が発売。2022年には番外編も発売。
バドミントンを題材とした青春物語を描いた小説。タイトルは試合開始時に審判が発する台詞から採られたものである。

## あらすじ
水嶋亮は、中学校に入学後、勢いでバドミントン部に入ったが、きちんとした指導者がいなく、亮の持ち前である体力で県大会への出場まで上達した。そこに、名門である横浜湊高校バドミントン部の名将である海老原先生より声が掛かってチームメイトに恵まれた。亮は優柔不断かつ弱気で横浜湊高校に行くことをためらうも、同校3年の成績トップである姉の里佳に強烈に背中を押され、進学することを決意した。これまで足りなかったとしている経験を積み、インターハイ優勝を目指そうとする、亮の青春ストーリーが始まる。

## 登場人物
声の項はテレビアニメ版の声優。

### 主要人物
水嶋 亮（みずしま りょう）
声 - 花江夏樹
本作の主人公。身長168cm。誕生日は3月15日。血液型はAB型。星座はうお座。好きなものはカツ丼、囲碁、スポーツドリンク。
中学時代はバドミントン部だったが、優柔不断な性格が災いして当時は無名だった。
遊佐 賢人（ゆさ けんと）
声 - 谷山紀章
横浜湊高校バドミントン部の先輩。身長175cm。誕生日は8月6日。血液型はB型。星座は獅子座。好きなものは自分とスイーツ。
文武両道かつ眉目秀麗で、1年時よりエースとして活躍するが、わがままな一面をもつ。
榊 翔平（さかき しょうへい）
声 - 阿座上洋平
横浜湊高校バドミントン部の同級生。身長179cm。誕生日は8月23日。血液型はO型。星座は乙女座。好きなものはサウナ。
パワフルかつムードメーカーな性格で面倒見が良く、4人きょうだいの長男でもある。実家は洋食レストランを経営している。
松田 航輝（まつだ こうき）
声 - 古川慎
横浜湊高校バドミントン部の同級生。身長173cm。誕生日は7月21日。血液型はB型。星座はかに座。好きなものは手作りハンバーグ。
クールでイケメンな性格で、クラスにファンクラブがあるほどの人気者。8歳から中学3年生まで中国・上海市で過ごした帰国子女。
東山 太一（ひがしやま たいち）、東山 陽次（ひがしやま ようじ）
声 - 小野賢章（太一）、柿原徹也（陽次）
横浜湊高校バドミントン部の同級生。無敵の双子ダブルス。身長は太一が169cmで陽次が168.8cm。誕生日は6月3日。血液型はB型。星座はふたご座。好きなものは、太一が辛口カレーと車で、陽次が甘口カレーと鉄道。
小学生時代は2人とも少年野球チームに所属し、太一はキャッチャーで、陽次はピッチャーだった。
内田 輝（うちだ あきら）
声 - 梶裕貴
横浜湊高校バドミントン部の同級生。身長168cm。誕生日は10月24日。血液型はA型。星座は蠍座。好きなものはカラオケ。
横川 祐介
声 - 高橋広樹
横浜湊高校バドミントン部の先輩。身長175cm。誕生日は12月24日。血液型はO型。星座はやぎ座。好きなものは筋トレ、洗濯。

### 水嶋家
水嶋 里佳（みずしま りか）
声 - 寿美菜子
亮の姉。身長160cm。誕生日は1月30日。血液型はA型。星座はみずがめ座。好きなものはレオナルド・ダ・ヴィンチ。
横浜湊高校の卒業生。在学中は横浜湊高校3年生の成績トップの一人で、マドンナ的存在だった。
水嶋 一馬
声 - 半田裕典
亮の父。
水嶋 朝子
声 - 井上麻里奈
亮の母。

### 横浜湊高校
横浜中学校・高等学校がモデルになっている。
海老原 仁（えびはら じん）
声 - 中井和哉
横浜湊高校バドミントン部の名将である監督で、数学教師。身長170cm。誕生日は5月5日。血液型はA型。星座は牡牛座。好きなものはドライブ、ナタデココ。
実は学生時代にサッカー選手として活躍。それ故バドミントン経験はおろか、知識すらゼロではあったが、横浜湊高校のバドミントン部を全国区のチームへと成長させた。
櫻井 花
声 - 小松未可子
亮の同級生で横浜湊高校バドミントン部のマネージャー。身長158cm。誕生日は4月18日。血液型はO型。星座は牡羊座。好きなものはクリームソーダ。
中学時代はバドミントン部の選手だったが、けがで競技を続けることができなくなった。その後はバドミントンと距離を置いていたが、亮たちのプレーを見てバドミントンを好きな気持ちを思い出し、マネージャーになった。
らむね
声 - こんぺい
横浜湊高校に住み着いている猫。

### 恵那山高校
中野 静雄
声 - 松風雅也
恵那山高校バドミントン部の選手。身長173cm。誕生日は3月14日。血液型はA型。星座はうお座。好きなものは犬。
亮の幼馴染で中学時代はバドミントン部の同級生。
門田 博人
声 - 土屋神葉
恵那山高校バドミントン部の選手。身長168cm。誕生日は11月30日。血液型はB型。星座はいて座。好きなものはオンラインゲーム。
亮の幼馴染で中学時代はバドミントン部の同級生。

### 法城高校
岡崎 章二
声 - 吉野裕行
法城高校バドミントン部の選手。身長177cm。誕生日は7月7日。血液型はA型。星座はかに座。好きなものは泣ける映画。
遊佐と同学年。
有村 哲也
声 - 小野将夢
法城高校バドミントン部の選手。身長172cm。誕生日は2月19日。血液型はAB型。星座はうお座。好きなものはお笑い。
遊佐の同級生で岡崎とダブルスを組む。

### 埼玉ふたば学園
伊達 晴臣
声 - 鳥海浩輔
埼玉ふたば学園バドミントン部の選手。身長179cm。誕生日は11月23日。血液型はO型。星座はいて座。好きなものはおはぎ。
遊佐と同学年。
宮城 蓮
声 - 泰勇気
埼玉ふたば学園バドミントン部の選手。身長170cm。誕生日は4月1日。血液型はA型。星座は牡羊座。好きなものはバイオリン。
亮と同学年。

### 比良山高校
岬 省吾
声 - 豊永利行
比良山高校バドミントン部の選手。身長170cm。誕生日は5月2日。血液型はA型。星座は牡牛座。好きなものはうなぎ茶漬け。

### テレビアニメ版オリジナルキャラクター
渡辺 勇大（わたなべ ゆうた）
声 - 渡辺勇大（男子バドミントン選手）
男子バドミントン選手。身長167cm。誕生日は6月13日。血液型はB型。星座はふたご座。
東野とダブルスを組む。
東野 有紗（ひがしの ありさ）
声 - 東野有紗（女子バドミントン選手）
女子バドミントン選手。身長160cm。誕生日は8月1日。血液型はB型。星座はふたご座。
渡辺とダブルスを組む。
男性記者
声 - 村上幸政（山梨放送アナウンサー）
女性記者
声 - 中尾真亜理（日本海テレビアナウンサー、女子バドミントン選手）
女の子
声 - 加藤まなみ (A) 、加藤なるみ (B)

## 書誌情報
原作
- 小瀬木麻美『ラブオールプレー』ポプラ社（ポプラ文庫ピュアフル）
  1. 2011年5月7日発売、ISBN 978-4-59112-268-6
    - 【新装版】2021年8月25日発売、ISBN 978-4-591-17125-7

  2. 風の生まれる場所 - 2012年3月6日発売、ISBN 978-4-59112-888-6
    - 【新装版】2021年10月5日発売、ISBN 978-4-591-17148-6

  3. 夢をつなぐ風になれ - 2013年5月1日発売、ISBN 978-4-59113-464-1
    - 【新装版】2021年11月5日発売、ISBN 978-4-591-17180-6

  4. 君は輝く! - 2014年3月5日発売、ISBN 978-4-59113-935-6
    - 【新装版】2021年12月7日発売、ISBN 978-4-591-17174-5

  5. 勇往邁進 - 2022年9月6日発売、ISBN 978-4-591-17517-0 - 番外編

TVアニメノベライズ
著者自身によるTVアニメの公式ノベライズ。4巻はアニメにもなかった仲間たちそれぞれの「青春の１ページ」をまとめたアンソロジーと称したスピンオフ作品になっている。
- 小瀬木麻美『ラブオールプレー』ポプラ社（ポプラキミノベル）
  1. 青色のつむじ風 - 2022年2月16日発売、ISBN 978-4-59117-243-8
  2. 太陽の背中 - 2022年4月16日発売、ISBN 978-4-59117-357-2
  3. 交わる翼 - 2022年7月13日発売、ISBN 978-4-59117-398-5
  4. 新緑の季節 - 2023年9月14日発売、ISBN 978-4-59117-480-7

## テレビアニメ
2022年4月から9月まで読売テレビ・日本テレビ系列ほかにて放送された。

### スタッフ
- 原作 - 小瀬木麻美[25]
- 監督 - 竹内浩志[25]
- シリーズ構成 - 金春智子[25]（第1-7話）→横浜湊高校バドミントン部（第8話）→ラブオールプレー製作委員会（第9話-）
- キャラクターデザイン - 金田莉子[25]
- プロップデザイン - 滝れーき[25]
- 美術監督 - Scott MacDonald[25]
- 美術設定 - 高橋麻穂[25]
- 色彩設計 - 小森谷初[25]
- 撮影監督 - 天田雅[25]
- CGディレクター - 伊藤良太[25]
- 編集 - 髙橋由里[25]
- 音響監督 - 早瀬博雪[25]
- 音楽 - 林ゆうき[25]
- 音楽制作 - 懐刀
- チーフプロデューサー - 永井幸治
- プロデューサー - 中田博也、三澤幸三（第14話-）、本橋修一、釜秀樹、加藤裕樹（第1-13話）→水野廉（第14話-）
- アニメーションプロデューサー - 山本秉碩、吉岡大輔
- アニメーション制作 - 日本アニメーション、OLM Team YOSHIOKA[25]
- 製作 - 横浜湊高校バドミントン部（読売テレビ、日本アニメーション、ポプラ社、OLM）

### 主題歌
「春玄鳥」
Hey! Say! JUMPによる第1クールオープニングテーマ。制作はsumikaのメンバーが参加しており、作詞は片岡健太、作曲は小川貴之、編曲は小川と遠藤ナオキ。
「サンダーソニア」
Hey! Say! JUMPによる第2クールオープニングテーマ。作詞・作曲はsumikaの片岡健太、編曲は片岡と遠藤ナオキ。
「ライラ」
LONGMANによる第1クールエンディングテーマ。作詞・作曲はHIROYA HIRAI、編曲はLONGMANと江口亮。
「風の中」
安田レイによる第2クールエンディングテーマ。作詞は安田、作曲・編曲はTHE CHARM PARK。

### 各話リスト
| 話数   | サブタイトル     | 脚本     | 絵コンテ                            | 演出                           | 作画監督                                                                                              | 総作画監督                            | 初放送日      |
| ------ | ---------------- | -------- | ----------------------------------- | ------------------------------ | --- | ------------------------------------- | ------------- |
| 第1話  | 順風             | 金春智子 | 竹内浩志                            | 竹内浩志 渡邉佳奈子 前田薫平   | 金田莉子 武本心 中野友貴 篠田美咲 中野彰子 土屋千紗                                                   | 金田莉子                              | 2022年 4月2日 |
| 第2話  | 旅立ち           | 金春智子 | 手びねり組 神谷純 前田薫平          | 前田薫平                       | 武本心 中野友貴 篠田美咲                                                                              | 金田莉子                              | 4月9日        |
| 第3話  | 入学             | 入江信吾 | 秋山朋子                            | 西田健一                       | 大河しのぶ 大野美葉 佐藤陵                                                                            | 大河しのぶ 東海林康和                 | 4月16日       |
| 第4話  | ランキング戦     | 平見瞠   | 志村錠児                            | 平田貴大                       | 山縣亜紀 阿部祐里 大和葵                                                                              | 桑原麻衣 東海林康和 佐藤陵 大河しのぶ | 4月23日       |
| 第5話  | ふたり           | 平見瞠   | 杉島邦久                            | 宮田政典                       | 川重希 榎本花子                                                                                       | 金田莉子                              | 4月30日       |
| 第6話  | ツインズ         | 田中雅之 | 新田典生                            | 沼山茉由                       | 山縣亜紀 大野美葉 阿部祐里 大和葵                                                                     | 大河しのぶ 東海林康和 桑原麻衣 佐藤陵 | 5月7日        |
| 第7話  | 意地             | 入江信吾 | 手びねり組 神谷純 前田薫平 市村仁弥 | 市村仁弥                       | 清水恵蔵 桝井一平 野上慎也 山本径子 蕭宇庭 杜林桂 Song Hyen-ju Kim Ran-yeong Park Yeong-hi Han Eun-mi | 金田莉子                              | 5月14日       |
| 第8話  | 夏風             | 折笠雄一 | 西田健一                            | 森田侑希                       | 東海林康和 大河しのぶ 桑原麻衣 佐藤陵                                                                 | 阿部祐里 大和葵                       | 5月21日       |
| 第9話  | 合宿             | 髙橋幹子 | 神谷純                              | 渡邉佳奈子                     | 篠田美咲 中野友貴 中野彰子                                                                            | 金田莉子                              | 5月28日       |
| 第10話 | 1+1              | 加納新太 | 山井紗也香                          | 山井紗也香                     | 大野美葉 山縣亜紀 阿部祐里 大河しのぶ 佐藤陵 東海林康和                                               | 桑原麻衣 東海林康和 佐藤陵 大河しのぶ | 6月4日        |
| 第11話 | 花火             | 加納新太 | なかの☆陽                           | 粟井重紀                       | 川重希 高橋美由希                                                                                     | 金田莉子                              | 6月11日       |
| 第12話 | 疾風             | 加藤綾子 | 志村錠児 山井紗也香                 | 西田健一                       | 大和葵 山縣亜紀 阿部祐里 大野美葉 大河しのぶ 東海林康和 黒澤浩美 川﨑玲奈                             | 桑原麻衣 佐藤陵 東海林康和 大河しのぶ | 6月18日       |
| 第13話 | 約束             | 折笠雄一 | 殿勝秀樹                            | 市村仁弥                       | 篠田美咲 中野友貴 中野彰子 友永恵美子                                                                 | 金田莉子                              | 6月25日       |
| 第14話 | 波風             | 髙橋幹子 | 大庭秀昭                            | 大庭秀昭                       | 大和葵 山縣亜紀 阿部祐里 大野美葉 大河しのぶ 東海林康和 桑原麻衣 黒澤浩美 川﨑玲奈                    | 桑原麻衣 佐藤陵 東海林康和 大河しのぶ | 7月9日        |
| 第15話 | 先輩             | 髙橋幹子 | 飯田崇                              | 内野宮晃希 日下部優樹 清水恵蔵 | 桝井一平 蕭宇庭 杜林桂 鈴木伸一 野上慎也 Lee Yeongmi Lee Jitaeck Lim Sugyeong Cho Mijeong             | 金田莉子                              | 7月16日       |
| 第16話 | ハンバーグ革命   | 今井雅子 | 西田健一                            | 木村寛                         | 明光 龍光 慧敏                                                                                        | 佐藤陵 東海林康和 大河しのぶ 桑原麻衣 | 7月23日       |
| 第17話 | 凪               | 加納新太 | 西田正義                            | 野田泰宏                       | 武本心                                                                                                | 金田莉子                              | 7月30日       |
| 第18話 | 雲行             | 加藤綾子 | 志村錠児                            | 山井紗也香                     | 山縣亜紀 大野美葉 阿部祐里 大和葵 大河しのぶ 黒澤浩美 佐藤陵                                          | 佐藤陵 桑原麻衣 東海林康和 大河しのぶ | 8月6日        |
| 第19話 | 薫風             | 髙橋幹子 | 奥村よしあき                        | 粟井重紀                       | 川重希 高橋美由希                                                                                     | 金田莉子                              | 8月13日       |
| 第20話 | 出立             | 折笠雄一 | 西田健一                            | 西田健一                       | 阿部祐里 山縣亜紀 大野美葉 大和葵 東海林康和 大河しのぶ                                               | 佐藤陵 桑原麻衣 東海林康和 大河しのぶ | 8月20日       |
| 第21話 | 旋風             | 加納新太 | 西村聡                              | 市村仁弥                       | 篠田美咲 中野友貴 武本心 土屋千紗                                                                     | 金田莉子                              | 9月3日        |
| 第22話 | 勇往邁進         | 加藤綾子 | 志村錠児                            | 山井紗也香                     | 山縣亜紀 大野美葉 阿部祐里 大和葵 大河しのぶ 黒澤浩美 東海林康和 桑原麻衣 佐藤陵                      | 佐藤陵 東海林康和 桑原麻衣 大河しのぶ | 9月10日       |
| 第23話 | 時つ風           | 加納新太 | 西田健一                            | 木村寛                         | 慧敏 明光 龍光                                                                                        | 佐藤陵 東海林康和 桑原麻衣 大河しのぶ | 9月17日       |
| 第24話 | ラブオールプレー | 髙橋幹子 | 西田正義 竹内浩志                   | 渡邉佳奈子                     | 金田莉子 中野友貴 篠田美咲                                                                            | 金田莉子                              | 9月24日       |

### 放送局
| 放送期間               | 放送時間           | 放送局                                                            | 対象地域 | 備考                      |
| ---------------------- | ------------------ | ----------------------------------------------------------------- | -------- | ------------------------- |
| 2022年4月2日 - 9月24日 | 土曜 17:30 - 18:00 | 読売テレビ（制作局）をはじめとする 日本テレビ系列フルネット局28局 | 日本国内 | 連動データ放送            |
| 2022年4月3日 - 9月25日 | 日曜 7:00 - 7:30   | テレビ大分                                                        | 大分県   | NNS/FNSクロスネット局     |
| 2022年4月6日 - 9月28日 | 水曜 20:00 - 20:30 | AT-X                                                              | 日本全域 | CS放送 / リピート放送あり |
| 全局で字幕放送を実施。 |                    |                                                                   |          |                           |

| 読売テレビ制作・日本テレビ系列（※テレビ大分を除く） 土曜 17:30 - 18:00 | 読売テレビ制作・日本テレビ系列（※テレビ大分を除く） 土曜 17:30 - 18:00 | 読売テレビ制作・日本テレビ系列（※テレビ大分を除く） 土曜 17:30 - 18:00 |
| 前番組                                                                 | 番組名                                                                 | 次番組                                                                 |
| ---------------------------------------------------------------------- | ---------------------------------------------------------------------- | ---------------------------------------------------------------------- |
| 半妖の夜叉姫 弐の章                                                    | ラブオールプレー                                                       | 僕のヒーローアカデミア（第6期）                                        |

### BD / DVD
| 巻 | 発売日         | 収録話          | 規格品番      | 規格品番      |
| 巻 | 発売日         | 収録話          | BD            | DVD           |
| -- | -------------- | --------------- | ------------- | ------------- |
| 1  | 2022年10月26日 | 第1話 - 第12話  | ANZX-15681〜3 | ANZB-15681〜3 |
| 2  | 2022年12月21日 | 第13話 - 第24話 | ANZX-15684〜6 | ANZB-15684〜6 |

### コミカライズ
テレビアニメのコミカライズが「となりのヤングジャンプ」（集英社）にて、2022年4月8日から10月28日まで連載された。漫画は宮田ダムが担当。
- 原作：小瀬木麻美、ラブオールプレー製作委員会 / 漫画：宮田ダム 『ラブオールプレー』 集英社〈ヤングジャンプ・コミックス〉、全3巻
  1. 2022年6月17日発売[36]、ISBN 978-4-08-892323-9
  2. 2022年9月16日発売[37]、ISBN 978-4-08-892437-3
  3. 2023年1月19日発売[38]、ISBN 978-4-08-892541-7

### ノベライズ
原作者自身によるテレビアニメの公式ノベライズがポプラキミノベル（ポプラ社）にて刊行。#書誌情報の節を参照。